# Valea Argovei
Valea Argovei is een Roemeense gemeente in het district Călărași.
Valea Argovei telt 2529 inwoners.